# Спингарн, Джоэл Элиас
Джоэл Элайас Спингарн (англ. Joel Elias Spingarn), (17 мая 1875 — 26 июля 1939) — американский педагог, литературный критик и активист гражданских прав.

## Биография
Спингарн родился в Нью-Йорке в хорошо обеспеченной семье. Он окончил Колумбийский университет в 1895 году.
Одной из огромных страстей его жизни была политика. в 1908 году, как республиканец, неудачно баллотировался на место в Палате представителей США. В 1912 и 1916 годах был делегатом на национальном съезде Прогрессивной партии. В первой из этих конвенций он потерпел неудачу в своих попытках добавить заявление, осуждающее расовую дискриминацию на партийной платформе.
Он работал профессором сравнительной литературы в Колумбийском университете с 1899 по 1911 год. Его научные публикации утвердили его в качестве одного из ведущих компаративистов Америки. Он включал две версии истории литературной критики в эпоху Возрождения в 1899 и 1908 годов, а также опубликованные работы, такие как Критические очерки из семнадцатого века в 3-х томах. Он кратко изложил свою философию в новой критике: лекции в Колумбийском университете, 9 марта 1910 года. Там он выступал против ограничения таких традиционных категорий, как жанр, тема, и историческая обстановка в пользу просмотра каждого произведения искусства заново и на своих собственных условиях.
С 1904 года его ролью в академической политике были отмечены его независимый дух, слишком независимый, как автократический президент университета Николас Мюррей Батлер. Его разногласия с администрацией колебалась от межличностных конфликтов в философии образования. Дело дошло до головы в 1910 году, когда он предложил резолюции на заседании кафедры университета в поддержку Гарри Терстон Пек, Колумбийского профессора, который был уволен Батлером из-за общественного скандала, связанного с нарушением обещания сватовства. Это повлияло на увольнение Спингарна всего пять недель спустя. Он стал частью отличительной серии видных ученых, которые ушли в отставку или были уволены во время работы Батлера президентом, так же как и Джордж Эдвард Вудберри, Чарльз Борода и Джеймс Харви Робинсон.
Без академической должности, но с независимыми средствами, Спингарн продолжал публиковать в своей сфере деятельности всё, что имел в своем распоряжении — написание, редактирование и содействие в коллекционировании рефератов. Его зачислили в армию США на службу в качестве майора во время Второй мировой войны. В 1919 году он был одним из основателей издательской фирмы Харкорт, Скоба и Компания.
Он до сих пор рассматривал как одно из дел своей жизни восстановление расовой справедливости. Влиятельный либеральный республиканец, он помог реализовать концепцию единого движения чернокожих путём объединения Национальной ассоциации содействия прогрессу цветного населения (NAACP) вскоре после его основания и был одним из первых еврейских лидеров этой организации, выступающей в качестве председателя её правления с 1913 по 1919, и её управителем финансов с 1919 по 1930 годы, и её вторым президентом с 1930-го и до своей смерти в 1939 году. В 1914 году организовал медаль Спингарна, присуждаемую ежегодно присуждаемая ежегодно NAACP за выдающиеся достижения для афроамериканцев. Во время Второй мировой войны, в соответствии с публикацией NAACP, он сыграл важную роль в том, что «был создан тренировочный лагерь для офицеров-негров в Де-Мойне, где было обучено около 1000 чернокожих офицеров».
Он жил со своей женой Эми Эйнштейн Спингарн на Манхэттене в своей усадьбе, которая позже стала Траутбек Инн и конференц-центром в Амении, Нью-Йорк. У них было двое сыновей и две дочери. Он умер после продолжительной болезни 26 июля 1939 года. Он будет включен в завещанию в фонд медали Спингарна на неограниченный срок.

## Заслуги
- В 2009 году Спингарн был среди 12 лидеров гражданского права удостоен изображения появляющееся на 6 американских почтовых марках выпущенных в ознаменование столетия со дня NAACP
- Мурленд-Спинарн — исследовательский центр в Говардского университета назван в честь его брата Артура

## Работы
Как автор стипендии:
- Истории литературной критики в эпоху Возрождения (1899 и 1908)
- Новая Критика: лекции в Колумбийском университете, 9 марта 1910 (1911)
- Creative Критика: Очерки о единстве Genius и вкус (1917)
- Creative Критика и другие очерки (1931)

Как редактор:
- Критические очерки из семнадцатого века, 3 тт. (1908-09)
- Гёте Литературные очерки (1921)

Как участник:
- Критика в Америке, его функций и статуса: Очерки по … (1924)
- Карл Восслер, изд. Mediæval культуры: Введение в Данте и его время (1929)

Как поэт:
- Новые Гесперид, и другие стихи (1911)
- Стихи (1924)
- Поэзия и религия: шесть стихотворений (1924)